# Kolonáda na Rajstně

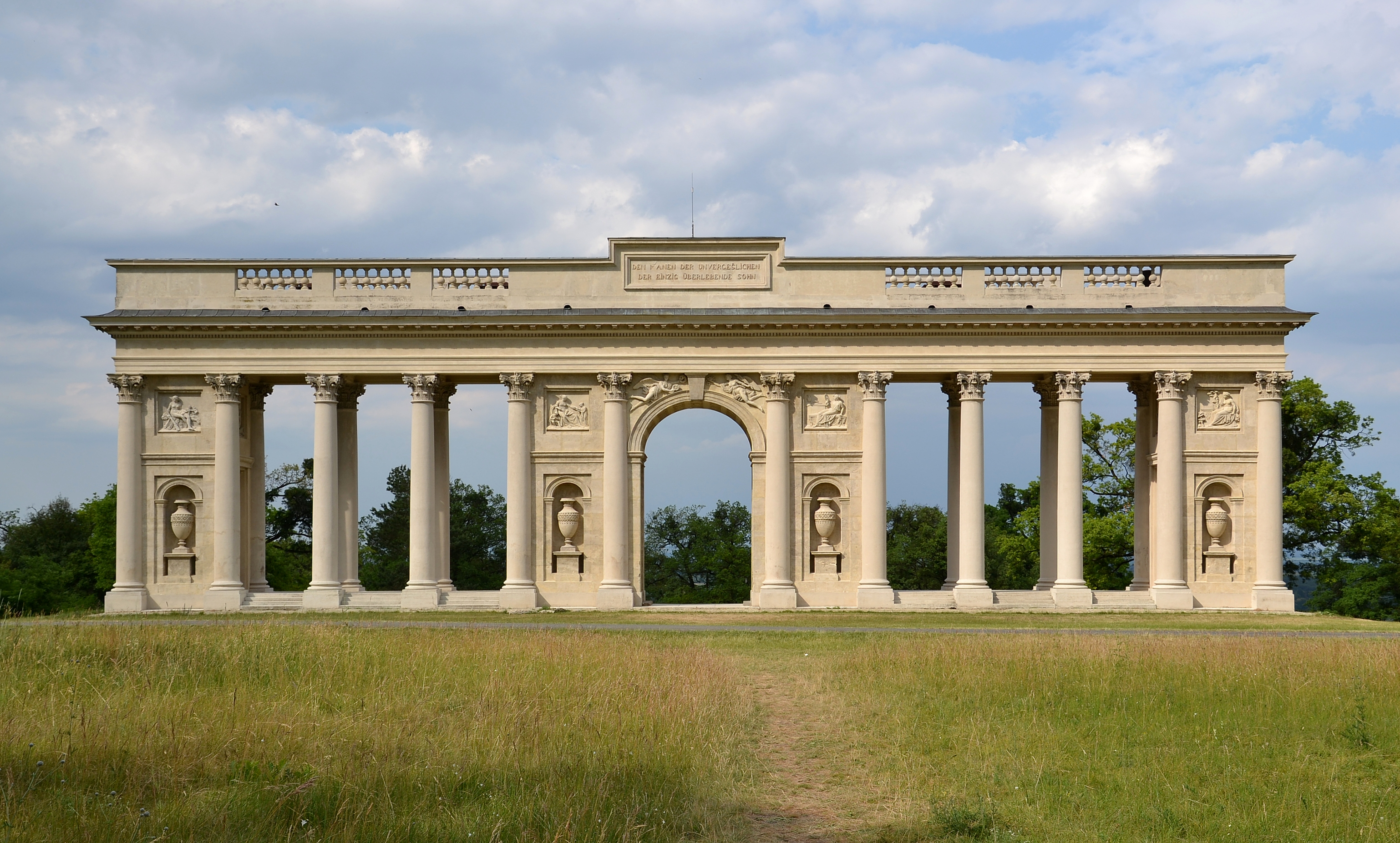
Kolonáda na Rajstně od południa

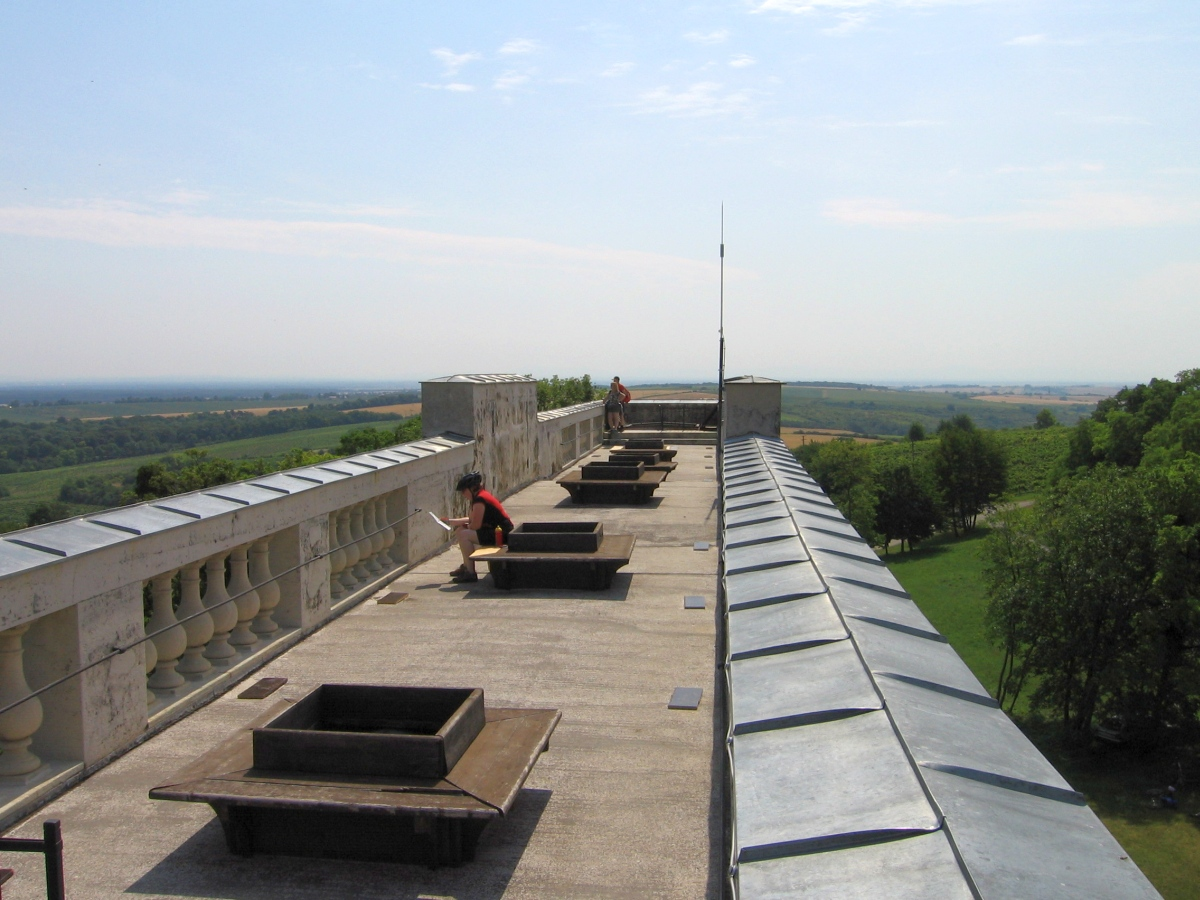
Widok z tarasu umieszczonego na dachu

Kolonáda na Rajstně (niem. Reistenkolonnade) – zabytkowy budynek, wchodzący w skład czeskiego zespołu pałacowo-parkowego Lednice-Valtice, wpisanego na listę UNESCO. Jest również Zabytkiem kultury (Kulturní památka).

## Historia
Kolumnadę wybudował książę Jan I Liechtenstein w latach 1817-1823 (choć według innych źródeł prace rozpoczęto już w 1810 roku) – klasycystyczna budowla, oprócz pełnienia funkcji punktu widokowego, powstała jako pomnik poświęcony ojcu, księciu Franciszkowi Józefowi oraz braciom Jana I – Alojzemu i Filipowi. Był to jeden z ostatnich obiektów powstałych w rozległym zespole parkowo-pałacowym.
Architektem kolumnady, wzorowanej na Gloriecie z wiedeńskiego Schönbrunnu był Joseph Hardtmuth, a prace kontynuował Joseph Kornhäusel. Tworzą go 24 kolumny w porządku korynckim – pośrodku znajduje się attyka z inskrypcjami: DER SOHN DEM VATER, DER BRUDER DEN BRÜDERN (od strony północnej) oraz DEN MANNEN DER UNVERGESSLICHEN DER EINZIG ÜBERLEBENDE SOHN.
Na początku XX wieku konieczne okazały się prace restauracyjne – pierwotne kolumny z piaskowca zostały zastąpione betonowymi.
Obiekt już wkrótce po wybudowaniu stał się popularny wśród odwiedzających. Dzisiaj służy głównie jak punkt widokowy – z dachu rozciąga się rozległa panorama – widać m.in. miasto Mikulov oraz położone na Słowacji pasmo Małe Karpaty.

## Położenie
Kolonáda położona jest na wzgórzu Homole (nazywanym również Reisten lub Rajstna) o wysokości 291 m n.p.m., nad miastem Valtice. Aż do 1925 znajdowała się na terenie Dolnej Austrii, administracyjnie w gminie Schrattenberg, jednak później nastąpiła korekta granicy i obiekt, wraz z okolicą, przyłączono do Czechosłowacji, podobnie jak dawne dolnomorawskie miasteczko Valtice – tam też znajdowała się już od 1920 roku pozostała część kompleksu pałacowego Liechtensteinów.
Ponieważ granica z Austrią biegnie zaledwie kilkaset metrów od kolumnady, w okresie komunistycznym obiekt był niedostępny dla turystów – odgradzał go od reszty kraju płot, a na szczycie umieszczono wieżę obserwacyjną pograniczników. Spowodowało to stopniową dewastację zabytku, który doczekał się remontu dopiero po 1989 roku.